# Szabadhegÿ Péter
Szabadhegÿ Péter (New York, 1961. november 6. –) Magyarország volt nagykövete az Egyesült Királyságban, valamint a Budapesti Corvinus Egyetem Jövőképesség Kutatóközpontjának (Social Futuring Center, SFC) nemzetközi ügyekért felelős igazgatója. Karrierje során többek között olyan területekkel foglalkozott, mint a banki és vezetési tanácsadás, a magántőke és induló (start-up) befektetések, a családi vállalkozás menedzsment, a diplomácia és a jótékonysági szervezetek (Fulbright Commission, Rotary International és a Szuverén Máltai Lovagrend) irányítása. Gyermekkorát az Amerikai Egyesült Államokban töltötte, valamint ott végezte tanulmányait is, és kezdte meg professzionális karrierjét. 30 éves korában költözött Budapestre, ahol jelenleg is él feleségével és öt gyermekével.

## Végzettség
1983-ban a State University of New York-on szerzett diplomát számvitel szakon, summa cum laude minősítéssel, majd 1985-ben közgazdászként mesterdiplomával végzett a London School of Economics egyetemen. Ezzel párhuzamosan végezte a University of Chicago egyetemet, ahol akkreditált mesterdiplomát (MBA) szerzett (1986). Nyelvtudás: anyanyelv szintű magyar és angol, társalgási szintű német nyelvismeret.

## Karrier

### Bank (1986-1991)
Öt évet dolgozott a Chemical Bank (jelenleg JP Morgan/Chase) New York-i központjában, először a pénzügyi divízióban, majd az eszköz-forráskezelési főosztályon. Utóbbi minőségében vezetett be egy kockázattal súlyozott jövedelmezőség mérési rendszert, és segítette a bank felső vezetését (az újonnan bevezetett módszert használva) üzleti és erőforrás allokációs döntésekben.  Továbbá, mint a Chemical Bank egyik legfiatalabb alelnöke, felelős volt a bank teljes körű kamatlábkockázat kezeléséért, elnökölte a bank heti kamatlábkockázat üléseit és fedezeti stratégiákra vonatkozó javaslatokat tett (hosszú távú swap, termin, és opciós ügyletek használatával) az eszköz-forrás bizottság részére.  

### Tanácsadás (1991-2004)
A Deloitte & Touche Magyarország vezetői tanácsadás részlegének sikeres irányítását követően, a Deloitte & Touche közép-kelet európai (17 országot lefedő) pénzintézeti divízióját vezette. Ilyen minőségében a pénzintézeti ügyfélszegmensben volt felelős a regionális cég értékesítési és marketing tevékenységéért, koordinálta az együttműködést az egyes főtermék felelősök között (számviteli és könyvvizsgálati szolgáltatások, vezetői tanácsadás, adó és jogi tanácsadás, pénzügyi/tőkepiaci tanácsadás).  Irányítása alatt a régió 30 legnagyobb bankjából 24-et szolgált ki a Deloitte & Touche.

### Kockázati tőkebefektetés (2004-2013; 2017-)
Céltudatosan kiválasztott társakkal együtt vásárolt meg kis- és középnagyságú vállalatokat, majd alapkezelői (tulajdonosi irányítás) tevékenységet látott el a cégek menedzsmentjei felett. Ügyvezetőként két évig irányította a Helikon Kiadót. Megmaradt két családi vállalkozása, amelyeket társtulajdonos családtagjai (testvére és sógornője) első számú vezetőként irányítanak. A kezdő vállalatokba befektető Arete Zrt. igazgatóságának elnöke volt két és fél évig. 

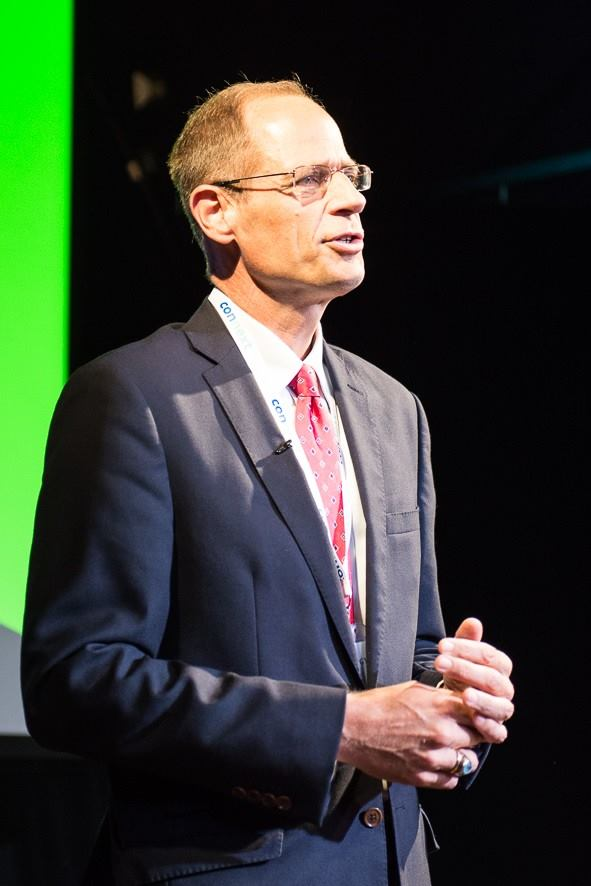
Szabadhegÿ Péter, az SFC nemzetközi ügyekért felelős igazgatója előadást tart a Központ
nemzetközi konferenciáján. 2018. 03. 23., Budapest

### Igazgatóságok (2009-)
Négy évig szolgált a Magyarországon működő Fulbright-program igazgatóságában, amikor több mint 20 év sikeres működés után kellett vezetésváltást végrehajtani. A főváros nem közlekedési tevékenységet végző stratégiai cégeit felügyelő igazgatóság tagjaként gyakorolta a tulajdonosi irányítási feladatokat (egységes szerkezetű stratégia, illetve éves üzleti terv elkészíttetése, majd az eredmények számonkérése). Továbbá, a Tokaji Kereskedőház ügydöntő Felügyelő Bizottságának tagjaként vállalta azt a feladatot, hogy a Tokaji borvidékben rejlő stratégiai lehetőségeket megvalósítsa.

### Diplomácia (1993-1995; 2014-2016)
Az 1990-es évek elején a Szuverén Máltai Lovagrend Magyarországi Nagykövetség első titkári pozíciójában vállalt szerepet a rend és Magyarország közötti diplomáciai kapcsolatok újjáélesztésében. 
Magyarország Egyesült Királyságba akkreditált nagyköveteként (2014-2016) irányította a magyar londoni nagykövetség külpolitikai, külgazdasági, kulturális és az egyéb, Nagy-Britanniával fenntartott kétoldalú kapcsolatok tevékenységeit. 
Sikeresen valósított meg saját kezdeményezésű stratégiai eseményeket: legmagasabb szintű találkozósorozat az Esztergomban őrzött Szent Becket Tamás ereklyét bemutató, több angol várost érintő zarándoklat során; proaktív sajtó tevékenység a migrációkrízis alatt; éves skóciai Szent Margit gála vacsorák; előadássorozat brit egyetemeken, stb.

## Társadalmi munka (1989-)
Aktív tagja a Szuverén Máltai Lovagrendnek: a rend magyarországi szövetségének vezetőségében szolgált a karitatív tevékenységekért felelős ispotályos pozícióban öt évig az 1990-es évek második felében. Többek között a rend 500 fős Nemzetközi Mozgássérült Táborát szervezte Magyarországon. Ezt követően vállalta hat évig a Magyar Máltai Lovagok Alapítványa kuratóriumának elnöki pozícióját. Ugyancsak hat évig (2014-ig) a rend magyarországi kommunikációs vezetője, illetve a Máltai Hírek folyóirat főszerkesztője volt. A Máltai Lovagrend Kormányzati Tanácsának alelnökeként szolgált 2019 és 2022 között. 2025. február 15. óta a Magyar Máltai Szeretetszolgálat elnöke.

## Kitüntetések
- A Magyar Érdemrend tisztikeresztje (2016. augusztus) [2]

## Tagságok
- A Szuverén Máltai Lovagrend tagja (1989 óta)
- A Szent Gellért Rotary Klub alapító tagja (elnök 2008/09; 2023/24)
- A Társadalmi Hasznosságú Befektetők Egyesületének tagja (2017 óta)